# Bogatić
Bogatić (in serbo Богатић?) è una città e una municipalità del distretto di Mačva nel nord-ovest della Serbia centrale, al confine con la Voivodina e la Bosnia ed Erzegovina.